# 1726 Хофмајстер
1726 Хофмајстер (енгл. 1726 Hoffmeister) је астероид главног астероидног појаса са пречником од приближно 26,27 km.
Афел астероида је на удаљености од 2,909 астрономских јединица (АЈ) од Сунца, а перихел на 2,664 АЈ.
Ексцентрицитет орбите износи 0,043, инклинација (нагиб) орбите у односу на раван еклиптике 3,483 степени, а орбитални период износи 1699,677 дана (4,653 године).
Апсолутна магнитуда астероида је 12,10 а геометријски албедо 0,037.
Астероид је откривен 24. јула 1933. године.